# TRS-80
Le TRS-80 est une gamme de micro-ordinateurs et d'ordinateurs de poche construits par Tandy RadioShack et commercialisés à partir de 1977.

## Le modèle I
Introduit le 3 août 1977, doté d'un microprocesseur Zilog Z80, cadencé à 1,77 MHz, le modèle I dans sa première version dispose de 4 ko de mémoire vive et de 4 ko de mémoire morte. Une deuxième version est par la suite dotée de 16 ko de mémoire vive et 12 ko de mémoire morte. Il dispose nativement en mémoire morte d'un interpréteur BASIC. Le BASIC « étendu » de la deuxième version était fourni par Microsoft.

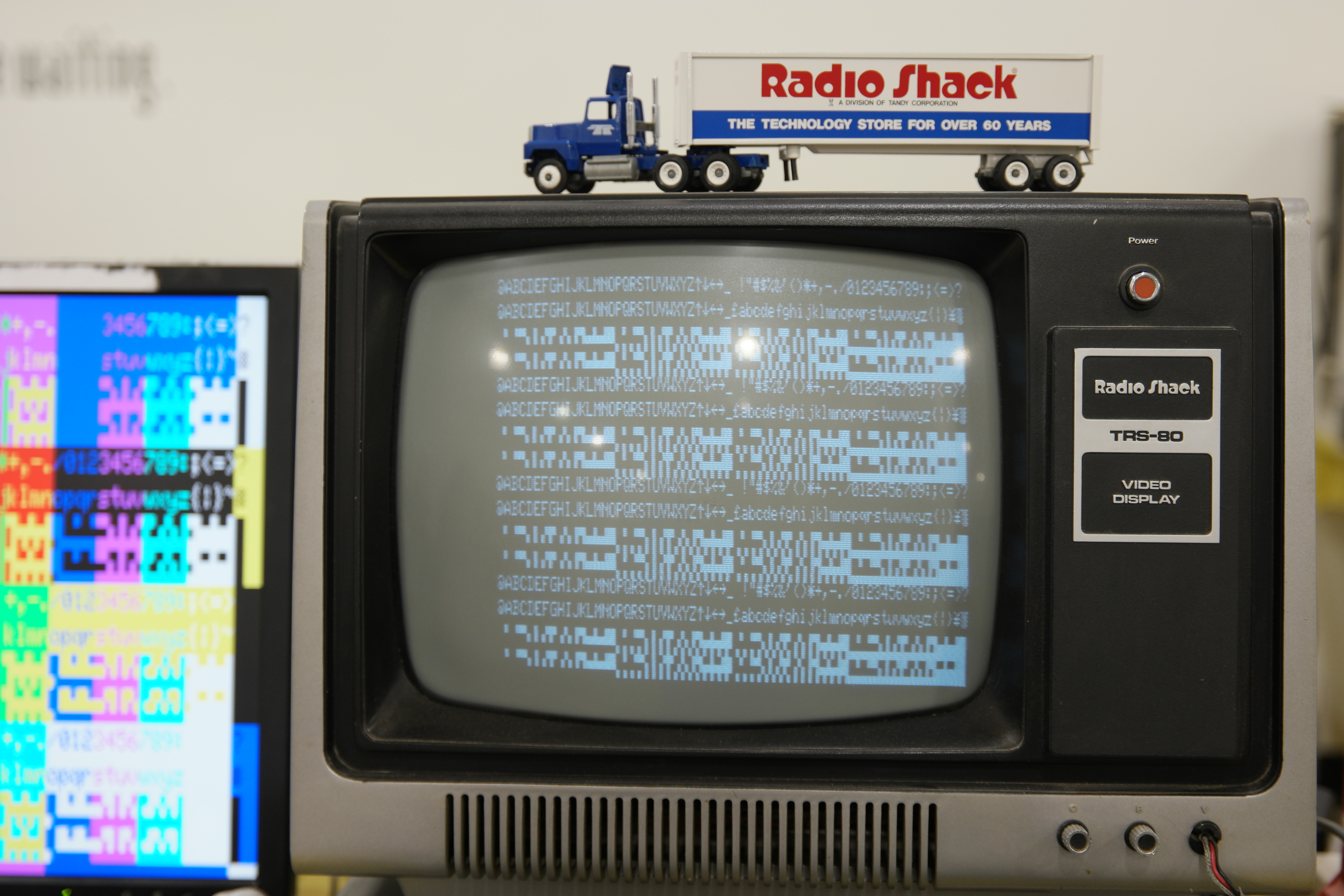
Mode "semi-graphique" du TRS-80.

Sa mémoire vidéo d'un kilooctet autorise l'affichage en mode texte monochrome de 64 colonnes pour 16 lignes. Les caractères affichés ne peuvent être que les chiffres et les majuscules (ASCII codé sur 7 bits seulement). Un mode 32 colonnes × 16 lignes est également disponible et un mode « semi-graphique » permet un affichage de 128×48 points (il existe un jeu de caractères où chacun réalise une combinaison possible de 6 rectangles blancs, donnant l'illusion de gros pixels). 
Le modèle de base était fourni sans mémoire de masse à accès direct. Les sauvegardes s'effectuaient sur bande magnétique via un lecteur/enregistreur de cassettes audio. Cette interface d'entrée/sortie audio est également utilisée pour sonoriser certains jeux.
La marque a distribué des périphériques divers, dont des lecteurs simples ou doubles de disquettes 5,25 pouces. Ces périphériques se connectent sur une « interface d'extension » qui permet également de porter la mémoire RAM à 48 ko au total.
Comme la plupart des micro-ordinateurs de cette époque, l'unité centrale et le clavier se présentent sous une forme monobloc. L'alimentation est un transformateur/redresseur externe. Le refroidissement de l'unité centrale ainsi que de l'alimentation sont passifs, c'est-à-dire sans ventilateur, avec seulement des orifices permettant la circulation de l'air.
Ce micro-ordinateur était fourni avec un moniteur spécifique, monochrome (affichage blanc sur fond noir pour les premiers modèles, puis vert sur fond noir).
Ce modèle ayant eu un joli succès dans les années 1980, de nombreux fabricants ont développé des extensions diverses et variées (adaptateurs sonores, cartes couleurs, joystick, etc.). Il était alors en concurrence avec l'Apple II et le PET de Commodore. Il a eu droit aux côtés de l'Apple II à sa rubrique « Trucs & Astuces » de la revue L'Ordinateur individuel, ainsi qu'à plusieurs revues dédiées (en France, la revue Trace éditée par la société Editrace).

### Système d'exploitation
Lorsqu'il est équipé de disquettes, le TRS 80 était fourni par Tandy avec le système d'exploitation TRSDOS. Cependant, sa qualité est si médiocre que des éditeurs indépendants ont développé d'autres systèmes d'exploitation, par exemple NEWDOS et LDOS. Une version spécifique de CP/M a également été adaptée au TRS 80.
La plupart de ces systèmes n'étaient pas compatibles avec le passage de l'an 1988. En effet, l'année était codée sur 3 bits à partir de 1980. Cette incompatibilité n'a été levée qu'avec la version 6.3 de LS-DOS qui autorise les dates jusqu'en 2011.

### Clones

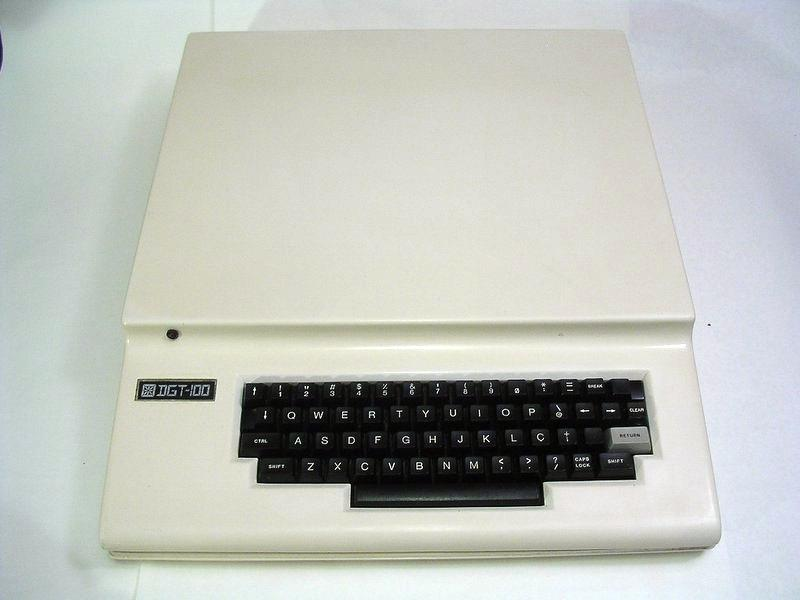
Clone brésilien DGT-100.

Il y eut quelques clones du TRS 80 modèle I, comme le Video Genie (en Europe) ou le DGT-100 brésilien.

## Modèles suivants

### Modèle II
Le modèle II, introduit en 1979, visait une clientèle plus professionnelle. Il intègre deux lecteurs de disquettes 8 pouces. Son microprocesseur Zilog Z80 passe à 4 MHz et il tourne sous TRSDOS II.

### Modèle III
Le modèle III, introduit en 1980, est une évolution en monobloc (clavier / moniteur / unité centrale / lecteurs de disquettes 5,25 pouces) du modèle I. Elle intègre un processeur plus rapide, la possibilité d'afficher des caractères minuscules et accentués, et le respect des normes de compatibilité électromagnétique de la FCC.
En version de base, seul est fourni un lecteur de cassettes mais il est possible d'y adjoindre jusqu'à 2 lecteurs de disquettes 5,25 pouces.
Il comporte 16 ko de RAM d'origine, extensible à 48 ko.

### Modèle 4

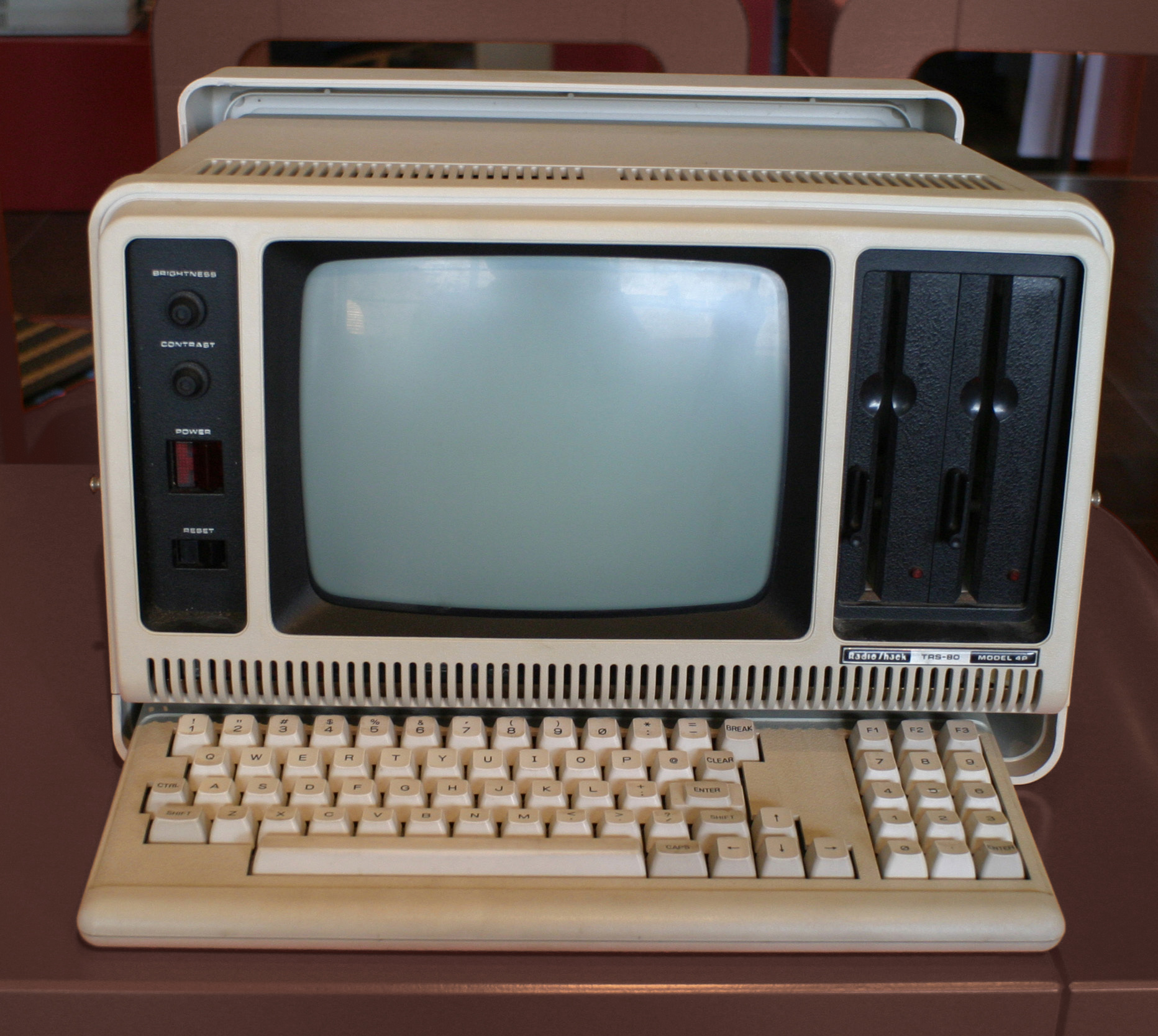
TRS-80 Model 4P.

Le modèle 4 (en chiffres arabes), introduit en 1984, est la dernière évolution de cette famille basée sur le Zilog Z80. Au-delà de son passage à la couleur blanche de sa carrosserie spécifique, elle dispose d'un mode de compatibilité très proche du modèle III. Un autre mode permet entre autres d'obtenir un mode d'affichage de 24 lignes sur 80 colonnes. Il est possible de le passer à 128 ko de mémoire au total. Il tourne sous une version de TRSDOS qui est en fait dérivée de LDOS.
Une version portative de ce produit a également été créée : le modèle 4P.
Le modèle 4 a, entre autres, été fabriqué en France par Matra.

### Modèle 16
Le modèle 16 était destiné au marché professionnel, comme son ancêtre le modèle II dont il a gardé la carrosserie, passant cependant du gris au blanc.
Pour des raisons de compatibilité, il a conservé un Zilog Z80 pour tourner sous TRSDOS, mais est également équipé d'un Motorola 68000 sur lequel tourne Xenix, une version Unix de Microsoft.
Il est possible de lui adjoindre un terminal via une liaison RS232, terminal qui ressemble extérieurement à un modèle 4.

### Ordinateur Couleur (ColorComputer)

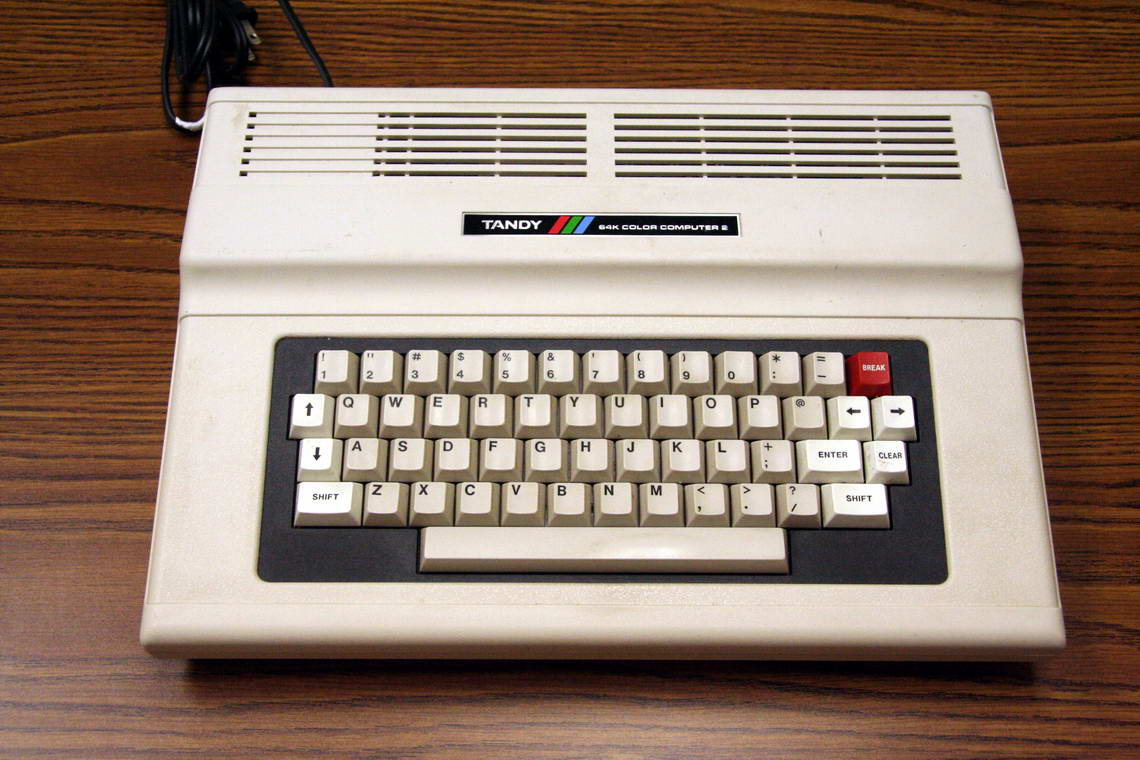
TRS-80 Color Computer 2.

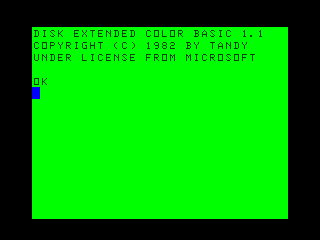
Écran de démarrage du Color Computer 2 avec la licence Microsoft.

Surnommé « CoCo » aux États-Unis, ce modèle était clairement orienté grand public et était alors en compétition avec le Commodore 64. Il était basé sur un Motorola 6809 et tournait sous OS/9 et connut un certain succès, notamment aux États-Unis.

#### Clones
Le ColorComputer a connu des clones brésiliens, comme le CP-400.
Les ordinateurs britanniques Dragon 32 et Dragon 64 de Dragon Data ressemblent beaucoup au ColorComputer, et certains de leurs périphériques sont compatibles. Les Dragon peuvent recevoir un lecteur disquette externe 5,25 pouces et tourner sous un système dénommé OS/9, système d'exploitation tirant parti au maximum des capacités du micro-ordinateur.

### MC 10

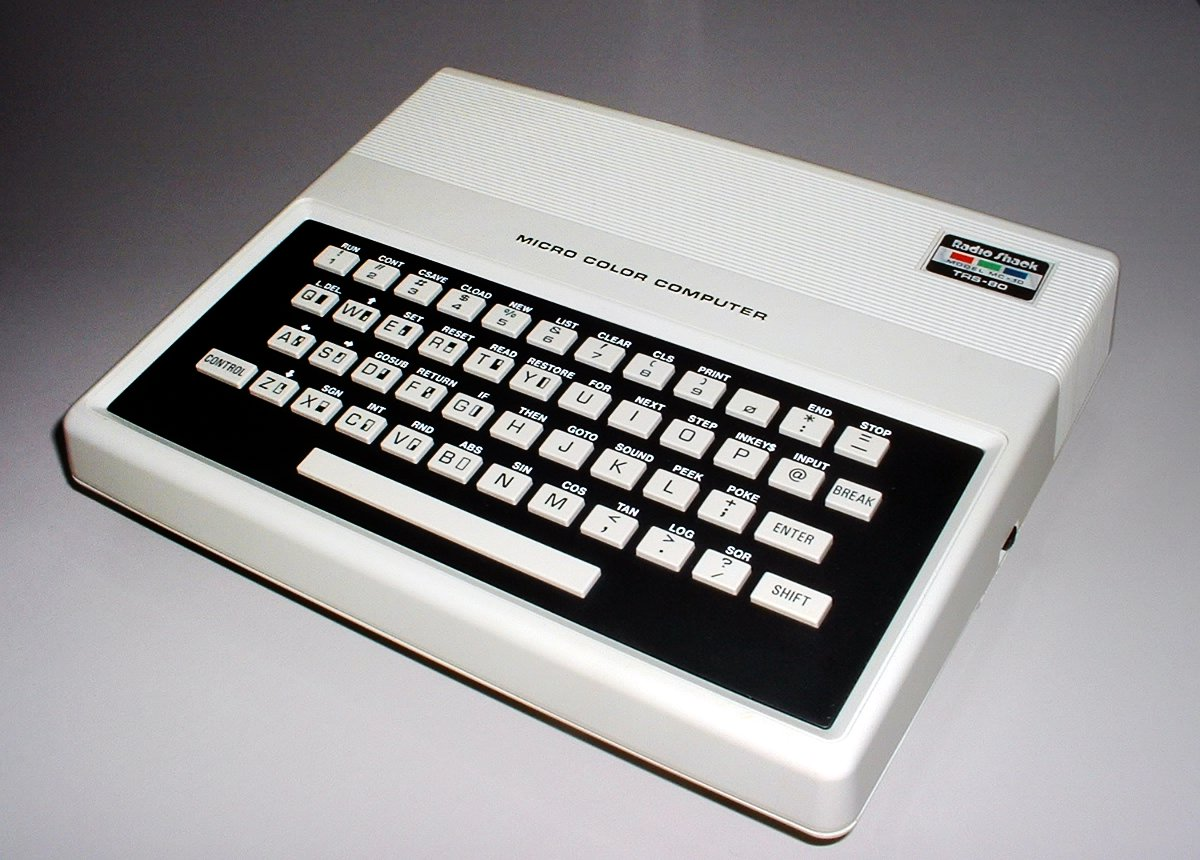
TRS-80 MC-10.

Le MC 10 est une version économique de l'Ordinateur Couleur. Il est basé sur un Motorola 6803 à 0.89 MHz.
Il a été fabriqué, pour la version européenne, en France par Matra Tandy Electronique, précisément à Wintzenheim (près de Colmar), de même que son clone nommé Alice. La différence entre les deux tient à la couleur, blanche pour le TRS-80 et rouge pour Alice, et aussi au fait qu'Alice était accompagné de logiciels éducatifs spécifiques, développés en collaboration avec l'éditeur Hachette, appartenant au groupe Matra. En outre, une carte d'extension mémoire, qui se branchait sur le port d'extension à l'arrière de la machine, était disponible sur Alice.
Une autre différence est le claver: QWERTY pour l'un, AZERTY pour l'autre.
Ses concurrents à l'époque étaient les ZX81 de Sinclair

### Modèle 100

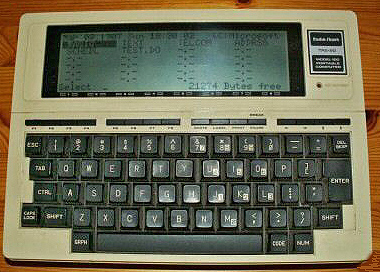
TRS-80 Modèle 100.

Le modèle 100 représente la première gamme d'ordinateurs vraiment portables. Il a été introduit en 1983. Il s'agit d'un produit doté d'un écran LCD de 8 lignes de 40 caractères et est basé sur un microprocesseur Intel 80C85 huit bits. Fabriqué par Kyocera, il était équipé de logiciels Microsoft, dont un BASIC et un éditeur de texte. Il a été aussi commercialisé par Olivetti et NEC.
Il dispose de touches « couper », « copier » et « coller », fonctions qui ont connu un grand succès par la suite. Sa grande autonomie et son modem 300 bauds intégré l'ont rendu assez populaire au début des années 1980 chez les journalistes. Bill Gates a participé personnellement, et pour une bonne part, au développement du firmware de cette machine, et ce fut son dernier travail en tant que programmeur. Il n'est pas compatible an 2000 (voir Y2K).

### Modèle 200
Le modèle 200 est une évolution du modèle 100 avec un écran de 16 lignes de 40 caractères, rabattable sur le clavier.

### Modèles 1000 et 2000

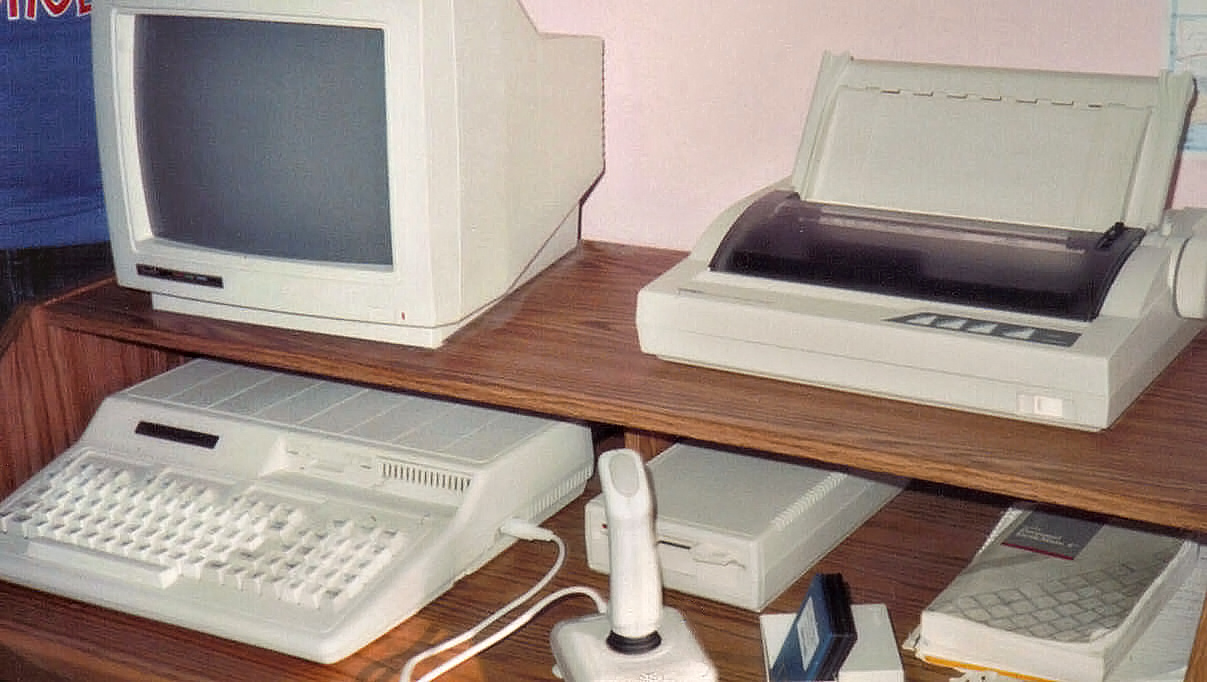
Un Tandy 1000 HX sorti en 1987.

Le TRS-80 modèle 1000 est le premier compatible PC de Tandy. Il est suivi par le modèle 2000.

### Pocket Computers

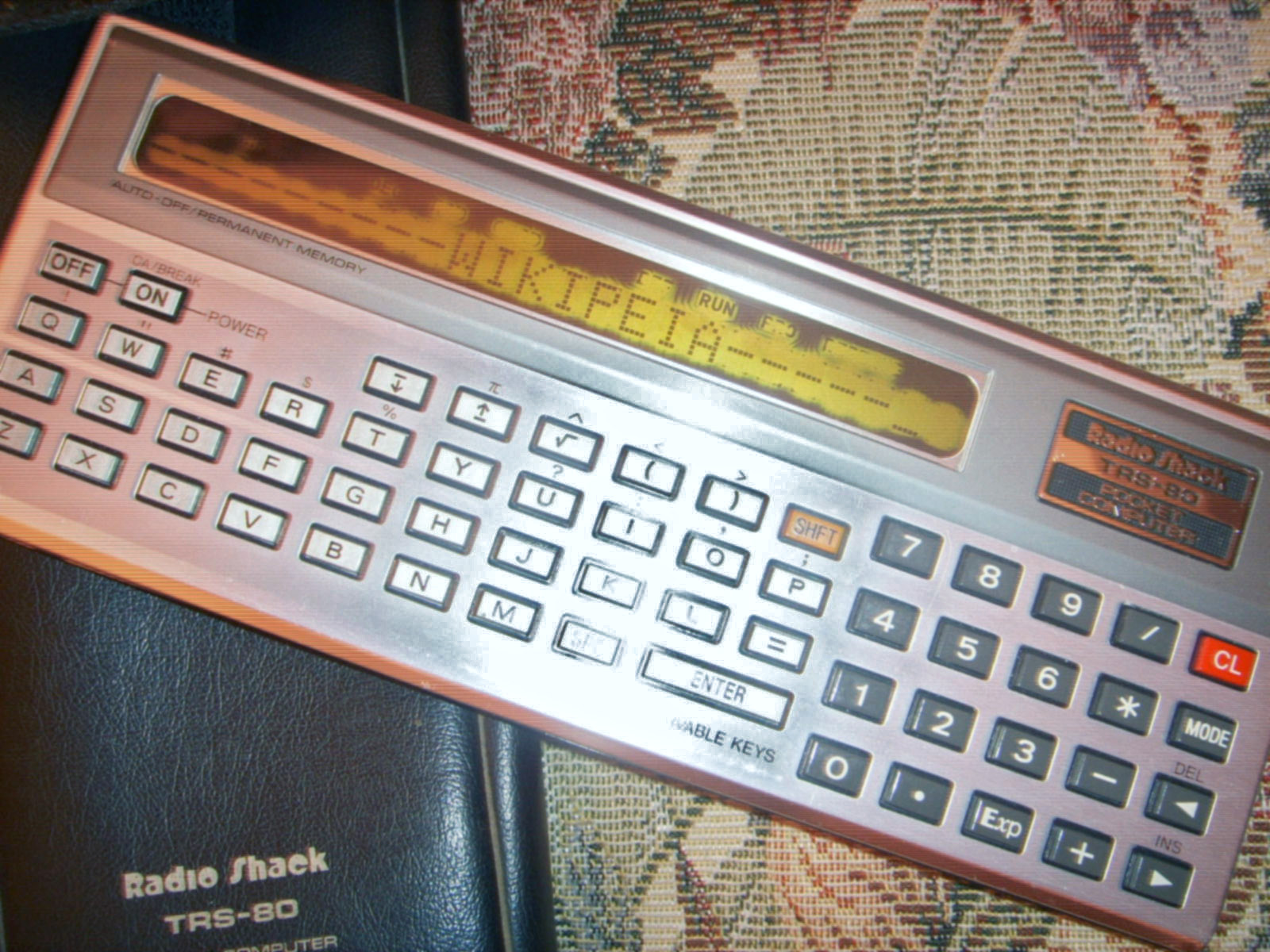
TRS-80 Pocket Computer.

La ligne de TRS-80 Pocket Computers (« Ordinateur de poche ») est constituée de versions estampillées Tandy de produits développés par Casio ou Sharp. Voici leurs équivalents :
- TRS-80 PC1 : Sharp PC-1211
- TRS-80 PC2 : Sharp PC-1500
- TRS-80 PC3 : Sharp PC-1251
- TRS-80 PC4 : Casio PB-100
- TRS-80 PC5 : Casio FX-785P
- TRS-80 PC6 : Casio FX-790P
- TRS-80 PC7 : Casio FX-5200P
- TRS-80 PC8 : Sharp PC-1246